# Selca e Poshtme-i királysírok
A Selca e Poshtme-i királysírok (albán Varret Mbretërore të Selcës së Poshtme) jelentős illír kori régészeti leletegyüttes az egykori Dasszarétia területén, a mai Albánia délkeleti, Korça megye északnyugati részén, Proptisht alközség területén, Prrenjas városától légvonalban 9 kilométerre délnyugatra. Az archeológiai helyszín elsősorban az i. e. 4–3. századokban a homokkő sziklába vájt sírkamrákról nevezetes, de az e helyütt álló erődített illír település további régészeti emlékeit is magában foglalja. Egyes feltételezések szerint azonos a klasszikus forrásokban megjelenő Pélion városával, amely valószínűleg az i. e. 3. század elején uralkodó Monuniosz illír király egyik székvárosa, a királysírok egyike pedig végső nyughelye lett. 1996 óta szerepel Albánia világörökség javaslati listáján.

## Fekvése
A Shkumbin folyó felső völgyétől 9 kilométerre délre, Prrenjas városától délnyugatra, a Selca e Poshtme településtől nyugatra emelkedő magaslaton helyezkedik el, 1040 méteres tengerszint feletti magasságban. Az SH3-as jelű Tirana–Elbasan–Korça–Bilisht-főútról Qukësnál vagy Urakánál déli irányba, a Plloçai-hágó (Qafa e Plloçës) felé letérő aszfaltúton, 15 kilométernyi autózást követően érhető el. Selca e Poshtme falun áthajtva, az út éles bal kanyaránál található az autóparkoló, ahonnan a királysírok 200-300 méteres sétával érhetőek el egy e célból kialakított, felső szakaszán lépcsős ösvényen keresztül. Az 1–4-es jelű sírok a lépcső tetejénél, a 4-es attól balra, az 1–3-as jelű sírok pedig egy kicsit tovább gyalogolva jobboldalt helyezkednek el. Az 5-ös jelű sír a lépcső aljától jobbra vezető, kőlapokból kirakott ösvényen keresztül közelíthető meg. Az egyébként is meredek magaslatot sűrűn benőtte a növényzet, így az egykori város elenyésző számban fennmaradt falmaradványainak és épületromjainak megtekintése nehézségekbe ütközik.

## Története
A helyszínen folyt régészeti ásatások eredményei alapján a magaslat a vaskor folyamán települt be, és az erődített település az i. e. 5–2. századok folyamán élte fénykorát. Az Illíria és Epirusz határvidékén fekvő városias település a vaskor korábbi szakaszában a dasszaréták szállásterületéhez, Dasszarétiához tartozott. Az 1980-as évek óta az albán régészettudomány Pélionként azonosítja az erődített ókori települést, de ezt a hipotézist a helyszínen folyó ásatások esetleges epigráfiai leletei még nem igazolták vissza. Emellett a Poloska mellett fekvő Gorica, illetve Zvezda Pélionként való azonosítása szintén felmerült.
Helyi fazekasai a görög világ agyagedényeinek utánzása mellett saját szürke kerámiájukat is előállították, emellett a település egykori fémműveseinek keze munkáját dicséri az ásatások során előkerült bronz- és egyéb fémeszközök, ruhadíszek és ékszerek sokasága. Különösen nevezetesek Erósz és egy atléta bronzszobrocskája, valamint egy csatajelenetet ábrázoló i. e. 3. századi bronz övcsat. A település környékén több korabeli kőbányára bukkantak a régészek. A szintén nagyszámban előkerült epidamnoszi, apollóniai és makedón pénzleletek azt látszanak igazolni, hogy a település fontos szerepet játszott a Genuszosz völgyében zajló kereskedelemben. A Via Egnatia megépülését követően, az i. e. 2. századtól a kereskedelmi utat övező kisebb erődítések egyike volt. Az i. e. 2. század utáni időszakban a régészeti feltárások tükrében jelentőségét veszítette a település, de az i. sz. 1. században, majd az ókor végén, a 6. században időszakosan ismét benépesült.
Az ókori erődített településnek a felszínen fennmaradt maradványait 1948-ban fedezték fel. Először az 1969 és 1972 közötti időszakban, majd Neritan Ceka vezetésével az 1980-as években folytak feltárások. A 2000-es években egy albán–olasz régészcsoport – Olgita Ceka és Sandro Caranzano vezetésével – végzett ásatásokat a helyszínen.

## Régészeti leírása
A feltárások során a szakemberek elsősorban az Albániában egyedülálló királysírokra koncentráltak, így magának az erődített településnek csupán néhány épületmaradványa ismert, legfőképpen az i. e. 4. század közepén kváderekből felhúzott városfal. A helyszín valódi régészeti szenzációja és látványossága azonban az i. e. 4. század második felétől az i. e. 3. századig a homokkő sziklába vájt négy monumentális királysír (az ötödik sír szabadon álló épület, kőművesmunka eredménye). Az i. e. 3. század végén a sírok nagy részét feldúlták és kirabolták, így az eltemetett személyek azonosítását segítő egykori sírmellékletek legtöbbjükből hiányoznak.
A királysírok legkorábbika az 1-es jelű sírkamra. 6,5 × 4,0 méteres alapterülete egy előtérre és egy 3,0 × 2,8 méteres, a sziklába vájt sírkamrára tagolódik. Homlokzatát a sziklából kifaragott párkány (építészet), valamint dór és jón oszlopok tagolják, a kamra két sírja pedig a szemközti oldalsó falak alapsíkjába volt süllyesztve. Mindez az i. e. 4. század második felének makedón sírjait, különösen a verginai királysírok megoldásait idézik, de párhuzamai megtalálhatóak a szintén i. e. 4. századi amantiai temetkezési emlékek között is. A 2-es jelű sír szokatlan kialakítású, kétszintes sír. Az alsó szinten található maga a négyszögletes alaprajzú sírkamra, amelybe egy lépcső vezet le egy valaha kőlapokkal lezárt ajtón keresztül. Ezt koronázza meg a felső szint kenotáfiuma, benne két kőpaddal és a sírkamrába vezető lépcsővel.
- Az 1-es jelű sírkamra kenotáfiuma
- A 2-es jelű sírkamra
- A 3-as jelű sírkamra egyik szarkofágja

Az előbbieknél néhány évtizeddel későbbi fejlemény az épületegyüttes legnevezetesebbike, a szintén kétszintes 3-as jelű sír. Homlokzata monumentális, 6,4 méter széles és 3,0 méter magas, homlokzati faragványa egy jón oszlopfolyosót idéz. A félkörívesen, exedra módjára  kialakított felső szint ismét egy kenotáfium, falát kőfülkék tagolják és faragványok díszítik. A voltaképpeni sírt az azóta elpusztult mozaikpadló alatti sírkamrában alakították ki, amelybe lépcső vezet le. A 2,77 × 2,77 méteres alapterületű sírkamrában két szarkofág található, amelynek oldalaira a halotti ágyakat idéző reliefeket faragtak. A szarkofágban eredetileg nyugalomra helyezett két személy mellett a későbbi időszakban további tíz elhunytat temettek el a sírkamrában, akár a szarkofágok egyikében vagy egyszerűen a sírkamra földjére fektetve. Szerencsés módon ez a sír egyike azoknak, amelyeket az ókori sírrablók megkíméltek, így nagyszámban kerültek elő kerámiatárgyak, fegyverek, arany és ezüst ékszerek (ma a tiranai Nemzeti Történeti Múzeum állandó kiállításán láthatóak). Az egyik szarkofág faragványai egy illír típusú pajzsot és fejvértet is ábrázolnak. Az első világháborúban a közeli Pogradec térségéből egy rendkívül hasonló bronzsisak került elő, amelynek hátuljába Monuniosz illír király pénzérméinek kalligráfiájával a Baszileósz Monuniu (’Monuniosz királyé’) feliratot karcolták be (a bronzsisak az Antikensammlung Berlin gyűjteményének része). Mindezek alapján ezt a királysírt az i. e. 270 körül elhunyt Monuniosz feltételezett nyughelyeként tartja számon az albán régészet.
- A 4-es jelű sírkamra
- A 4-es jelű sírkamra melletti fali fülkék
- Az 5-ös jelű sír

A 4-es jelű sír szintén monumentális, homlokzatának magassága eléri az 5 métert. Mára elpusztult faragott homlokzata eredetileg egy timpanont és két jón oszlopot ábrázolt, ezzel templomszerű épület benyomását keltve. Az egyetlen szarkofágot rejtő sírkamra bejáratát egykor kétszárnyú kőajtó zárta le. Boltozatosan kialakított mennyezetét eredetileg vakolták és festették. A sírkamra melletti sziklafalban fülkéket és egy kisebb aediculát alakítottak ki, amely falába karcolva megőrizte az építést felügyelő mesterember kézjegyét. Az 5-ös számú sír tipológiájában eltér az előzőektől, ugyanis nem sziklába vájt kamrasír, hanem a makedón mintát követő, szabadon álló kőművesmunka, egy előtérre és dongaboltozatos sírkamrára tagolódó épület. Mindkét helyiséget kőajtó zárta le, a sírkamrában két szarkofágra bukkantak a régészek.